# Becamex Binh Duong FC
Becamex Bình Dương Football Club (vietnamsky: Câu lạc bộ bóng đá Becamex Bình Dương) je vietnamský profesionální fotbalový klub, sídlící ve městě Thủ Dầu Một. V současnosti hraje 1. vietnamskou ligu V.League 1. Tým hraje na Gò Đậu Stadium.

## Úspěchy
- 4× vítěz V.League 1 (2007, 2008, 2014, 2015)[1]